# كفر السودان
كفر السودان، قرية تابعة للوحدة المحلية لقرية شباس الملح، التابعة لمركز دسوق التابع لمحافظة كفر الشيخ في جمهورية مصر العربية.

## توابع القرية
لها عزبة واحدة تابعة لها:
- عزبة خورشيد.

## السكان
حسب إحصاءات عام 2006، بلغ عدد سكان كفر السودان 3,629 نسمة، منهم 1,873 ذكر و1,756 أنثى.